# Corpo Todo
Corpo Todo é um documentário português realizado em 2008 por Pedro Sena Nunes.